# Baré EC
A Baré Esport Clube egy brazil sportegyesület, mely 1946-ban alakult. Székhelye Boa Vistában, Roraima államban található. Az állam első osztályú bajnokságának résztvevője. A labdarúgáson kívül röplabda, kézilabda és kosárlabda szakosztályokkal is rendelkeznek.

## Története
A klubot 1946-ban hozták létre, Roraima állam második labdarúgó csapataként (legnagyobb riválisuk az Atlético Roraima két esztendővel előttük alakult meg). Első elnöküknek Aquilino Mota Duartét választották.

## Sikerlista

### Állami
- 22-szeres Roraimense bajnok: 1953, 1955, 1956, 1957, 1958, 1960, 1964, 1965, 1966, 1967, 1969, 1970, 1972, 1982, 1984, 1986, 1988, 1996, 1997, 1999, 2006, 2010

## Játékoskeret
2015-től
| # |     | Poszt | Név            |
| - | --- | ----- | -------------- |
|   | BRA | K     | Kleyton        |
|   | BRA | V     | Lenon          |
|   | BRA | V     | Patric         |
|   | BRA | V     | Vicente Thomaz |
|   | BRA | KP    | Cacau          |
|   | BRA | KP    | David Freire   |
|   | BRA | KP    | Ruan           |
|   | BRA | CS    | Rigoberto      |

## Klubelnökök
- Zuza